# 矮人語
矮人語（Khuzdul）是托爾金小說中土大陸矮人所用的語言。在書寫上，矮人語使用从精灵那里学到的切斯文。

矮人语拥有閃語族语言的特征。其单词的字根大多为三个辅音：kh-z-d、b-n-d、z-g-l。
對於矮人語所知不詳，除了一些戰鬥的吶喊號令外，矮人語僅在矮人之間流傳。矮人語Baruk Khazâd! Khazâd ai-mênu!是指「矮人之斧！矮人驾到！」，而摩瑞亞巴林的墓碑上寫有「Balin Fundinul Uzbad Khazad-dumu」，譯成「方登之子巴林，摩瑞亞之王」。這打破了矮人的傳統，所有矮人的姓名是來自其他語文或別名，矮人不會在墓碑上記錄姓名。極少數的非矮人，如伊奧（Eöl），有被記錄懂得矮人語。
據《失落的傳說》所述，矮人語是屬於一個獨立的語言體系奧力語，與精靈的語言没有關係。奧力語是以創造矮人的維拉奧力命名。在後來的一些版本裡，不清楚這一概念到底有沒有沿用。
矮人語與一些人類的語言相似，如他列斯卡語（Taliska），這是因為人類在進入貝爾蘭時，與伊瑞德隆的矮人有接觸
。
《精靈寶鑽》有述，奧力「教導矮人學懂語言」。矮人将奥力所教授的语言视若珍宝。漫长的岁月里，各地的矮人的语言保持了“惊人”的一致，矮人部落之間能用以溝通。另一方面，矮人还使用手语，矮人称之为iglishmêk。

## 延伸閱讀
- Hostetter, Carl F. . Drout, Michael D. C.  (编). . Routledge. 2006. ISBN 0-415-96942-5.

## 外部連結
- An analysis of Dwarvish （页面存档备份，存于）
- 矮人語